# Leichtathletik-Europameisterschaften 1971/Medaillenspiegel
Dies ist der Medaillenspiegel der Leichtathletik-Europameisterschaften 1971, welche vom 10. bis zum 15. August im finnischen Helsinki ausgetragen wurden. Bei identischer Medaillenbilanz sind die Länder auf dem gleichen Rang geführt und alphabetisch geordnet.
| Medaillenspiegel | Medaillenspiegel | Medaillenspiegel | Medaillenspiegel | Medaillenspiegel | Medaillenspiegel |
| Platz            | Land             | Gold             | Silber           | Bronze           | Gesamt           |
| ---------------- | ---------------- | ---------------- | ---------------- | ---------------- | ---------------- |
| 1                | DDR              | 12               | 13               | 7                | 32               |
| 2                | UdSSR            | 9                | 3                | 8                | 20               |
| 3                | BR Deutschland   | 5                | 7                | 5                | 17               |
| 4                | Tschechoslowakei | 2                | 1                | 1                | 4                |
| 5                | Frankreich       | 2                | 1                | –                | 3                |
| 6                | Finnland         | 2                | –                | –                | 2                |
| 7                | Großbritannien   | 1                | 3                | 6                | 10               |
| 8                | Polen            | 1                | 3                | 5                | 9                |
| 9                | Italien          | 1                | 1                | 3                | 5                |
| 10               | Belgien          | 1                | –                | –                | 1                |
| 10               | Jugoslawien      | 1                | –                | –                | 1                |
| 10               | Österreich       | 1                | –                | –                | 1                |
| 13               | Rumänien         | –                | 2                | 1                | 3                |
| 14               | Schweden         | –                | 2                | –                | 2                |
| 15               | Ungarn           | –                | 1                | 1                | 2                |
| 16               | Schweiz          | –                | 1                | –                | 1                |
| 17               | Griechenland     | –                | –                | 1                | 1                |
| Gesamt           | Gesamt           | 38               | 38               | 38               | 114              |